# Ada Dondini
Itala, Algenide, Maria Dondini, nota anche con lo pseudonimo di Ada (Cosenza, 18 marzo 1883 – Chieti, 3 gennaio 1958), è stata un'attrice italiana.
Tra le più capaci e significative caratteriste del cinema e del teatro della prima metà del Novecento, Ada Dondini è storicamente la prima grande attrice "farsesca" del cinema popolare italiano sonoro, abile interprete sia di ruoli comici da avanspettacolo così come di quelli seri.

## Biografia
Figlia degli attori Achille Dondini e Rosa Ingargiola, nonché nipote di Cesare Dondini, esordì in teatro nel ruolo di amorosa accanto al cognato Ferruccio Benini per poi passare nel corso degli anni venti a prestigiose compagnie teatrali come quelle di Armando Falconi e Ruggero Ruggeri. Il suo aspetto divenuto matronale nel corso degli anni, la portò ad abbandonare i ruoli di eroina romantica per diventare la corpulenta caratterista di svariati lavori. Entrata a far parte di altre compagnie come la Palmer-Stival e, nel 1938, la Falconi-Besozzi-Ferrati, ottenne con quest'ultima un buon successo personale in La signorina mia madre di Louis Verneuil.
Negli anni trenta apparve con frequenza crescente anche nel cinema, dove divenne via via una presenza costante. Nei panni di arcigne e ciniche nobildonne, tenere governanti devote, antiquate zitelle o madri bonarie, la Dondini spiccò come caratterista in decine e decine di film. I personaggi che interpretò diverranno il prototipo di quelli che negli anni cinquanta saranno ad appannaggio di Ave Ninchi (non a caso interpretarono il medesimo ruolo della signorina Mattei in Ore 9: lezione di chimica e nel remake Le diciottenni) ma che l'attrice calabrese tratteggiò con minor veracità rispetto alla marchigiana, fornendo quel tocco di innata eleganza, stile misurato e pudico che la contraddistinsero fino al termine della carriera.

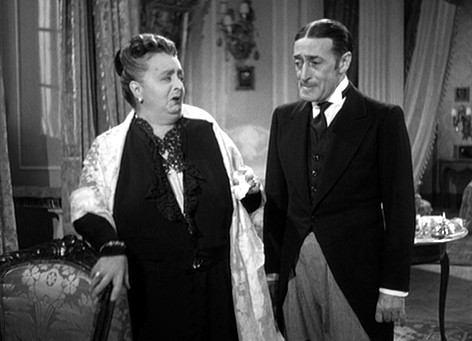
Ada Dondini con Totò in Totò sceicco (1950)

La Dondini raggiunse il suo miglior risultato cinematografico nel ruolo della spietata marchesa Maironi nella pellicola Piccolo mondo antico (1941) di Mario Soldati. Nel dopoguerra lavorò ancora moltissimo nel cinema ma in film di scarso rilievo artistico. Significative restano comunque le sue apparizioni in diversi film accanto a Totò, dove venne principalmente diretta da Mario Mattoli.
Attiva anche nella rivista, venne diretta da Garinei e Giovannini, Marcello Marchesi e Michele Galdieri, recitando accanto, fra gli altri, a Enrico Viarisio ed Anna Magnani.

## Filmografia parziale
- Rubacuori, regia di Guido Brignone (1931)
- Il signore desidera?, regia di Gennaro Righelli (1933)
- Oggi sposi, regia di Guido Brignone (1934)
- Amo te sola, regia di Mario Mattoli (1935)
- Joe il rosso, regia di Raffaello Matarazzo (1936)
- L'eredità in corsa, regia di Oreste Biancoli (1939)
- Piccolo mondo antico, regia di Mario Soldati (1941)
- Ore 9: lezione di chimica, regia di Mario Mattoli (1941)
- L'amante segreta, regia di Carmine Gallone (1941)
- La valle del diavolo, regia di Mario Mattoli (1941)
- Violette nei capelli, regia di Carlo Ludovico Bragaglia (1941)
- Se non son matti non li vogliamo, regia di Esodo Pratelli (1941)
- Malombra, regia di Mario Soldati (1942)
- Luisa Sanfelice, regia di Leo Menardi (1942)
- Catene invisibili, regia di Mario Mattoli (1942)
- Gian Burrasca, regia di Sergio Tofano (1943)
- Tutta la vita in ventiquattr'ore, regia di Carlo Ludovico Bragaglia (1943)
- Nessuno torna indietro, regia di Alessandro Blasetti (1943)
- C'è sempre un ma!, regia di Luigi Zampa (1943)
- Il treno crociato, regia di Carlo Campogalliani (1943)
- Zazà, regia di Renato Castellani (1944)
- Circo equestre Za-bum, regia di Mario Mattoli (1944)
- Onora il padre e la madre, episodio de I dieci comandamenti, regia di Giorgio Walter Chili (1945)
- L'innocente Casimiro, regia di Carlo Campogalliani (1945)
- Un giorno nella vita, regia di Alessandro Blasetti (1945)
- Chi l'ha visto?, regia di Goffredo Alessandrini (1945)
- Le vie del peccato, regia di Giorgio Pàstina (1946)
- I due orfanelli, regia di Mario Mattoli (1947)
- Fifa e arena, regia di Mario Mattoli (1948)
- Signorinella, regia di Mario Mattoli (1949)
- Due mogli sono troppe, regia di Mario Camerini (1950)
- Totò sceicco, regia di Mario Mattoli (1950)
- I cadetti di Guascogna, regia di Mario Mattoli (1950)
- Totò terzo uomo, regia di Mario Mattoli (1951)
- Donne e briganti, regia di Mario Soldati (1951)
- Incantesimo tragico (Oliva), regia di Mario Sequi (1951)
- Il microfono è vostro, regia di Giuseppe Bennati (1951)
- Lo scocciatore (Via Padova 46), regia di Giorgio Bianchi (1953)
- Gli eroi della domenica, regia di Mario Camerini (1953)
- Condannata senza colpa, regia di Luigi Latini De Marchi (1953)
- Marsina stretta, episodio di Questa è la vita, regia di Aldo Fabrizi (1954)

## Teatro
- Un uomo che ispira fiducia di Paul Armont, direzione artistica di Antonio Gandusio e Luigi Almirante. Teatro Carignano di Torino, 20 ottobre 1931.
- Bourrachon di Laurent Doillet, direzione artistica di Antonio Gandusio e Luigi Almirante. Teatro Carignano di Torino, 30 ottobre 1931.
- Tifo! di Celso Maria Poncini e Roberto Biscaretti, direzione artistica di Antonio Gandusio e Luigi Almirante. Politeama Chiarella di Torino, 18 maggio 1932.